# Comuna Hvorosteanivka, Starobilsk
Hvorosteanivka (în ucraineană Хворостянівка) este o comună în raionul Starobilsk, regiunea Luhansk, Ucraina, formată din satele Hvorosteanivka (reședința), Kameanka și Lozovivka.

## Demografie
Componența lingvistică a comunei Hvorosteanivka
     Ucraineană (97,35%)
     Rusă (2,5%)
     Alte limbi (0,08%)
Conform recensământului din 2001, majoritatea populației comunei Hvorosteanivka era vorbitoare de ucraineană (97,35%), existând în minoritate și vorbitori de rusă (2,5%).